# Моджеве (Свентокшиське воєводство)
Моджеве (пол. Modrzewie) — село в Польщі, у гміні Павлув Стараховицького повіту Свентокшиського воєводства.
Населення — 206 осіб (2011).
У 1975-1998 роках село належало до Келецького воєводства.

## Демографія
Демографічна структура на день 31 березня 2011 року:
|          | Загалом | Допрацездатний вік | Працездатний вік | Постпрацездатний вік |
| -------- | ------- | ------------------ | ---------------- | -------------------- |
| Чоловіки | 101     | 23                 | 68               | 10                   |
| Жінки    | 105     | 22                 | 59               | 24                   |
| Разом    | 206     | 45                 | 127              | 34                   |